# Otto von Wolframsdorf
Wolf Otto von Wolframsdorf (13 gennaio 1803 – 8 aprile 1849) è stato un architetto tedesco che lavorò nel Regno di Sassonia, principalmente nella sua capitale a Dresda.

## Biografia
Proveniva dalla nobile famiglia dei Wolframsdorf, che era imparentata con i proprietari terrieri di Heuckewalde, la nobile famiglia degli Herzberg. Dal 1823 frequentò la scuola di costruzioni dell'Accademia di Dresda, dove il pittore, disegnatore e incisore Johann Gottfried Jentzsch (1759-1826) fu uno dei suoi insegnanti. Nel 1827 entrò a far parte della Hofbauamt di Dresda come allievo. Lì divenne capo edile nel 1831,  capomastro nel 1838 e primo capomastro nel 1843. Il pittore Ferdinand von Rayski ne fece un ritratto intorno al 1841. Von Wolframsdorf visse a Johannisgasse vicino a Georgplatz e successivamente nel palazzo Brühl in Augustusstrasse. 

## Opere

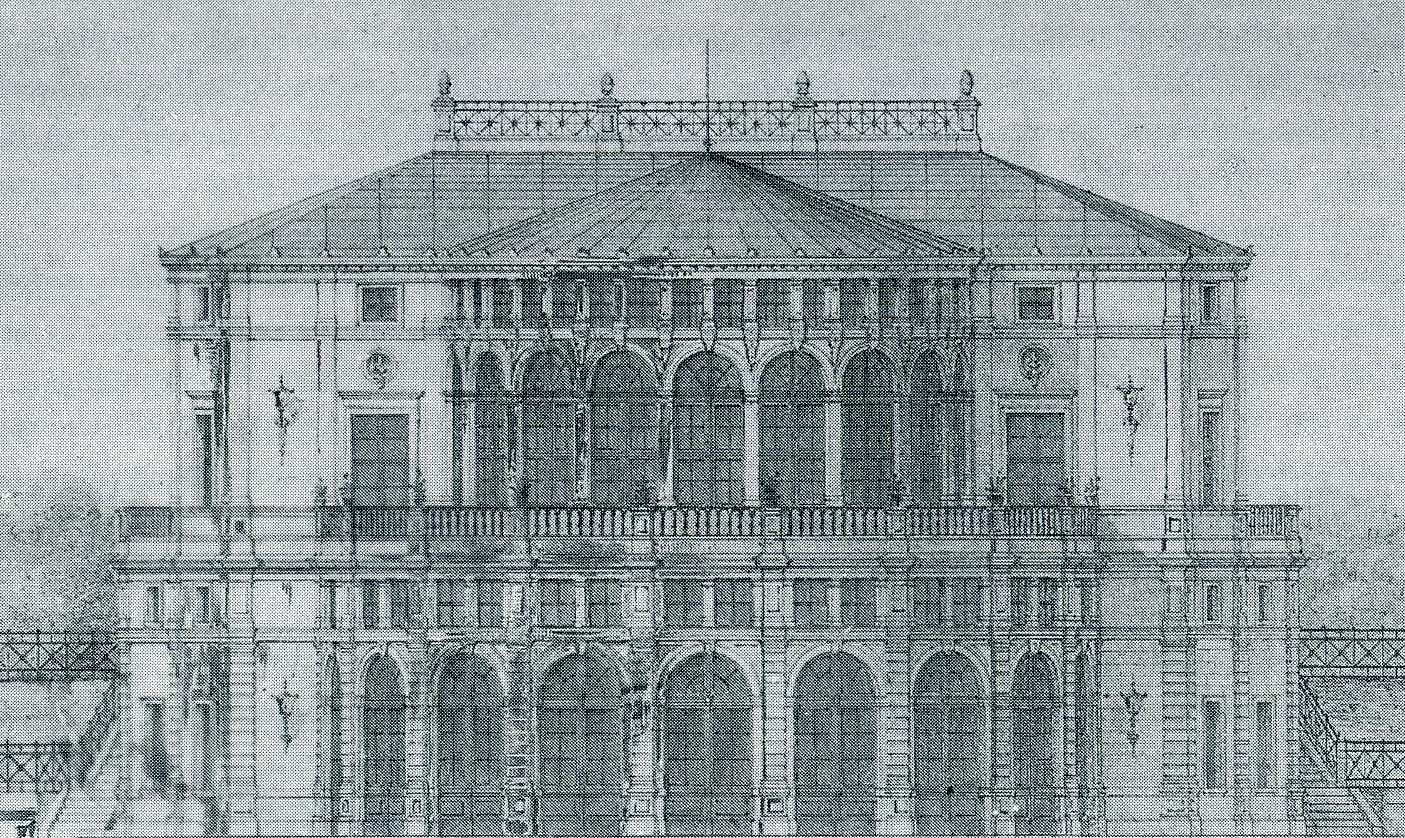
Progetto di Otto von Wolframsdorf per il Belvedere costruito nel 1842 sulla Jungfernbastei di Dresda

L'area di competenza di Von Wolframsdorf presso l'Hofbauamt inizialmente comprendeva i palazzi e i giardini reali del Castello di Moritzburg, di Pillnitz e Großsedlitz, per i quali aveva lavorato. Nel 1833/34 partecipò alla conversione della Georgentor di Dresda. Nel 1834 gli fu commissionata la ristrutturazione del teatro dell'opera allo Zwinger perché il Morettische Opernhaus si era rivelato troppo piccolo. Dal 1838 presentò progetti per la ristrutturazione del secondo piano nel Residenzschloss di Dresda. Intorno al 1839 progettò un edificio museale dello Johanneum di Dresda. 
Un colpo di fortuna per Dresda si rivelò essere la fecondazione incrociata delle opere di Wolframsdorf e Gottfried Semper, che lavorò come professore di architettura all'Accademia reale di belle arti di Dresda dal 1834. Von Wolframsdorf fu coinvolto nella costruzione del Teatro reale di corte di Semper nel 1841. Tuttavia, i due architetti apparentemente si fecero concorrenza tra loro: mentre Semper favorì la costruzione di un'orangerie tra lo Zwinger e il teatro di corte come parte del piano che aveva rivisto nel 1837 e che era stato concepito da Matthäus Daniel Pöppelmann, che ovviamente fu respinto a causa della protezione antincendio e per motivi di costo, von Wolframsdorf progettò un'orangerie nel Giardino della duchessa. 
Questo edificio neorinascimentale in arenaria, originariamente costruito nel 1841, era lungo 114 metri, largo 15 e alto 8. Aveva 21 finestre ad arco sul lato sud-est, di fronte al giardino, e una facciata riccamente strutturata che era costellata da inserimenti di marmo. Nel 1945 l'edificio fu distrutto dal bombardamento di Dresda. Fu conservato solo l'edificio finale su Ostra-Allee. Tuttavia, questo non è più nella sua posizione originale: per poter spostare il Weißeritzmühlgraben  sul lato sud-ovest di Ostra-Allee, per la preparazione del vicino teatro, nel 1907 l'orangerie fu accorciata, quindi l'edificio principale fu smantellato e poi rimosso - spostato di nove metri a sud-ovest - e ricostruito. La ricostruzione dell'edificio dell'orangerie come edificio residenziale è in corso dal 2014. 
Il quarto Belvedere sul Jungfernbastei, costruito secondo i progetti di Wolframsdorf nel 1842, si basava stilisticamente sul rinascimento italiano e sulla pianta del teatro dell'opera di Gottfried Semper. Aveva due sale da ballo, sale sociali e una galleria panoramica. Come il suo predecessore, il terzo Belvedere, fu utilizzato come ristorante, ma fu distrutto dalle incursioni aeree su Dresda nel 1945. Una ricostruzione del Belvedere è stata più volte discussa, tuttavia finora, al 2018, non è stata ancora implementata. 
Nel 1843 Von Wolframsdorf fornì i progetti per il Café Reale, una caffetteria sulla Brühlsche Terrasse vicino al Belvedere. L'edificio fu modellato su un tempio greco e aveva tre saloni, uno dei quali era utilizzato come sala di vendita. Altre sale vennero progettate, come sale da gioco, fumo e conversazione. Nel 1886 fu demolito l'edificio per la costruzione dell'Accademia d'arte. 
Nel primo classico Palais Hoym sulla Landhausstrasse, che è stato ricostruito a partire dal 2018, von Wolframsdorf aveva creato una sala più grande della precedente per la società Harmonie, che era una delle più grandi sale da concerto e teatro di Dresda. Fu anche un designer di interni in altri edifici signorili di Dresda, ad esempio nel Palazzo Taschenberg, dove lavorò dal 1843 fino alla sua morte.

## Mostre
Da ottobre a dicembre 2003, l'Ufficio di Stato per la conservazione dei monumenti storici in Sassonia commemorò von Wolframsdorf con una mostra in occasione del suo duecentesimo anno dalla nascita. Nell'atrio dell'ufficio statale al quarto piano della Sächsisches Ständehaus, che si trova nella posizione dell'ex residenza di Wolframsdorf, Palazzo Brühl, vennero esposti, tra le altre cose, opere dei suoi allievi e suoi disegni architettonici per vari progetti.